# 埃米尔·德芒热尔
埃米尔·德芒热尔（法語：Émile Demangel，1882年6月20日—1968年10月11日），法国男子自行车运动员。他曾代表法国参加1908年夏季奥林匹克运动会自行车比赛，获得男子660码竞速赛银牌。